# Lijst van voetbalinterlands Tanzania - Zimbabwe
Deze lijst van voetbalinterlands is een overzicht van alle officiële voetbalwedstrijden tussen de nationale teams van Tanzania en Zimbabwe. De landen hebben tot op heden tien keer tegen elkaar gespeeld. De eerste ontmoeting, een wedstrijd tijdens CECAFA Cup 1982, vond plaats op 14 november 1982 in Kampala (Oeganda). Het laatste duel, een kwalificatiewedstrijd voor de Afrika Cup 2015, werd gespeeld in Harare op 1 juni 2014.

## Wedstrijden
| №  | Plaats        | Datum            | Competitie                   | Wedstrijd           | Uitslag |
| -- | ------------- | ---------------- | ---------------------------- | ------------------- | ------- |
| 1  | Kampala       | 14 november 1982 | CECAFA Cup 1982              | Tanzania − Zimbabwe | 0 − 3   |
| 2  | Kampala       | 8 december 1984  | CECAFA Cup 1984              | Zimbabwe − Tanzania | 2 − 2   |
| 3  | Harare        | 4 oktober 1985   | CECAFA Cup 1985              | Zimbabwe − Tanzania | 1 − 0   |
| 4  | Nairobi       | 3 december 1989  | CECAFA Cup 1989              | Tanzania − Zimbabwe | 0 − 3   |
| 5  | Zanzibar      | 14 december 1990 | CECAFA Cup 1990              | Zimbabwe − Tanzania | 0 − 2   |
| 6  | Dar es Salaam | 11 februari 2009 | Vriendschappelijk            | Tanzania − Zimbabwe | 0 − 0   |
| 7  | Dar es Salaam | 3 december 2011  | CECAFA Cup 2011              | Tanzania − Zimbabwe | 1 − 2   |
| 8  | Dar es Salaam | 19 november 2013 | Vriendschappelijk            | Tanzania − Zimbabwe | 0 − 0   |
| 9  | Dar es Salaam | 18 mei 2014      | Afrika Cup 2015 kwalificatie | Tanzania − Zimbabwe | 1 − 0   |
| 10 | Harare        | 1 juni 2014      | Afrika Cup 2015 kwalificatie | Zimbabwe − Tanzania | 2 − 2   |

## Samenvatting
| Competitie              | Totaal gespeeld | Winst Tanzania | Gelijk | Winst Zimbabwe | Doelsaldo Tanzania – Zimbabwe |
| ----------------------- | --------------- | -------------- | ------ | -------------- | ----------------------------- |
| Afrika Cup-kwalificatie | 2               | 1              | 1      | 0              | 3 − 2                         |
| CECAFA Cup              | 6               | 1              | 1      | 4              | 5 − 11                        |
| Vriendschappelijk       | 2               | 0              | 2      | 0              | 0 − 0                         |
| Totaal                  | 10              | 2              | 4      | 4              | 8 − 13                        |

FAT · A-internationals · Olympische elftal · Vrouwenelftal
Algerije ·
Angola ·
Benin ·
Botswana ·
Brazilië ·
Bulgarije ·
Burkina Faso ·
Burundi ·
Centraal-Afrikaanse Republiek ·
China ·
Congo-Brazzaville ·
Congo-Kinshasa ·
Djibouti ·
Egypte ·
Equatoriaal-Guinea ·
Eritrea ·
Ethiopië ·
Gabon ·
Gambia ·
Ghana ·
Guinee ·
Indonesië ·
Ivoorkust ·
Jemen ·
Kaapverdië ·
Kameroen ·
Kenia ·
Lesotho ·
Liberia ·
Libië ·
Madagaskar ·
Malawi ·
Marokko ·
Mauritanië ·
Mauritius ·
Mongolië ·
Mozambique ·
Namibië ·
Nieuw-Zeeland ·
Niger ·
Nigeria ·
Oeganda ·
Palestina ·
Rwanda ·
Saoedi-Arabië ·
Senegal ·
Seychellen ·
Soedan ·
Somalië ·
Swaziland ·
Togo ·
Tsjaad ·
Tunesië ·
Zambia ·
Zimbabwe ·
Zuid-Afrika
ZFA ·
Bondscoaches ·
Selecties · 
Topscorers · 
Zimbabwaans vrouwenelftal
1980 – 1989 · 
1990 – 1999 · 
2000 – 2009 · 
2010 – 2019 ·
2020 − 2029
1980 · 
1981 · 
1982 · 
1983 · 
1984 · 
1985 · 
1986 · 
1987 · 
1988 · 
1989 · 
1990 · 
1991 · 
1992 · 
1993 · 
1994 · 
1995 · 
1996 · 
1997 · 
1998 · 
1999 · 
2000 · 
2001 · 
2002 · 
2003 · 
2004 · 
2005 · 
2006 · 
2007 · 
2008 · 
2009 · 
2010 · 
2011 · 
2012 · 
2013 · 
2014 ·
2015 ·
2016 ·
2017 ·
2018 · 
2019 ·
2020 ·
2021 ·
2022 ·
2023
Algerije ·
Angola ·
Australië ·
Bahrein ·
Benin ·
Bosnië en Herzegovina · 
Botswana ·
Brazilië · 
Burkina Faso ·
Burundi ·
Centraal-Afrikaanse Republiek ·
China ·
Comoren ·
Congo-Brazzaville ·
Congo-Kinshasa ·
Djibouti ·
Egypte ·
Eritrea ·
Ethiopië ·
Gabon ·
Ghana ·
Guinee ·
Indonesië ·
Ivoorkust ·
Jordanië ·
Kaapverdië ·
Kameroen ·
Kenia ·
Koeweit ·
Lesotho ·
Liberia ·
Libië ·
Madagaskar ·
Malawi ·
Mali ·
Marokko ·
Mauritanië ·
Mauritius ·
Mozambique ·
Namibië ·
Nigeria ·
Oeganda ·
Oman ·
Rwanda ·
Qatar ·
Saoedi-Arabië ·
Senegal ·
Seychellen ·
Soedan ·
Somalië ·
Swaziland ·
Tanzania ·
Togo ·
Tunesië ·
Vietnam ·
Zaïre ·
Zambia ·
Zuid-Afrika · 
Zwitserland